# Echipa națională de fotbal a statului San Marino
Echipa națională de fotbal din San Marino este echipa reprezentativă de fotbal a statului San Marino. Echipa a avut foarte puține succese din cauza mărimii statului, San Marino fiind cea mai mică republică din Europa.